# Vrede van Lausanne (1923)

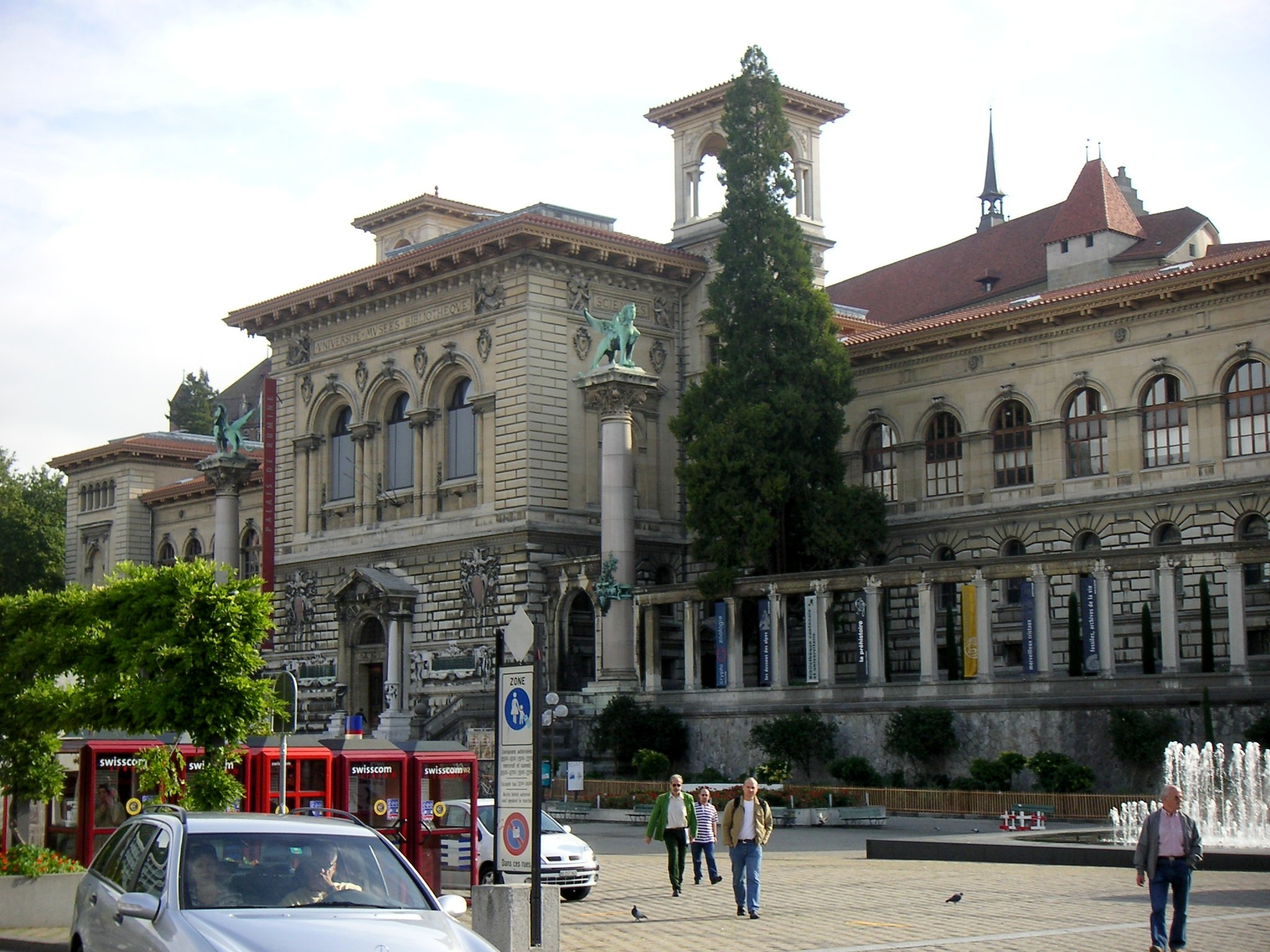
Het Palais Rumine nu

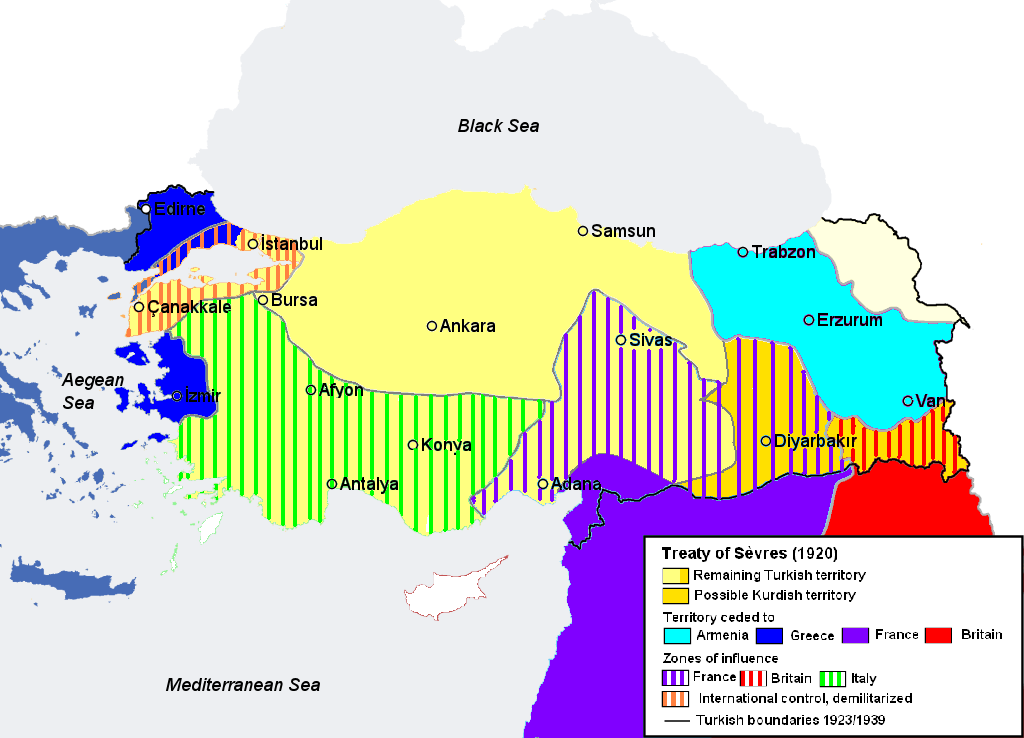
Opdeling van het Ottomaanse Rijk met de Vrede van Sèvres

De Vrede van Lausanne is een vredesverdrag uit 1923, waarmee de Grieks-Turkse Oorlog van 1921-1922 werd beëindigd en de grenzen van Turkije werden vastgesteld. Het verdrag werd op 24 juli gesloten in het Palais Rumine in Lausanne na vredesonderhandelingen die vanaf november 1922 hadden geduurd. De verdragspartijen waren Turkije enerzijds en Griekenland, Frankrijk, het Verenigd Koninkrijk, Italië, Japan, Roemenië en het Koninkrijk van Serviërs, Kroaten en Slovenen anderzijds. De voornaamste onderhandelaren waren Eleftherios Venizelos namens Griekenland, George Curzon namens Groot-Brittannië en Ismet 'Pasja' Inönü namens Turkije.
Het verdrag verving het voor Turkije veel ongunstigere Verdrag van Sèvres van 1920, dat door de Turkse nationalisten niet geaccepteerd werd. Het betekende ook de erkenning van de Turkse regering van Mustafa Kemal, de latere Atatürk.
De Vrede van Lausanne legde zowel in het westen als in het zuidoosten de grenzen van Turkije vast. Turkije herkreeg Oost-Thracië en İzmir en omgeving, gebieden die in het Sèvres-verdrag aan Griekenland waren toegewezen en in de Grieks-Turkse Oorlog van Griekenland waren bevrijd. Cyprus kwam aan de Britten en de Dodekanesos aan de Italianen, die de respectievelijke eilanden al langere tijd bezet hadden. In het zuidoosten werd de thans nog geldende Turkse grens met het destijds Franse Syrië vastgelegd. De status van Mosoel (nu in Irak) was in het verdrag niet opgenomen.
De Vrede van Lausanne bezegelde het einde van de Griekse aanwezigheid in de stad İzmir (Smyrna) en de rest van de Ionische kust en Klein-Azië. In ruil haalden de Turken hun volksgenoten weg uit de stad Saloniki en het in 1913 door Griekenland bevrijde Macedonië. Dit betrof slechts enkelen aangezien de Turken en de Grieken al onder een vroegere overeenkomst, de Conventie Betreffende de Uitwisseling van de Griekse en Turkse Populatie, getekend door Griekenland en Turkije, een regeling hadden getroffen. Slechts de Griekse bevolking van Istanbul, die ten oosten van de stad Trabzon (Islamitische Pontische Grieken) en die van de Egeïsche eilanden Imbros en Tenedos, naar schatting 270.000 mensen, werd van de repatriëring gevrijwaard. Hetzelfde gold voor de islamitische bevolking van het door Griekenland geannexeerde (westelijke) deel van Thracië, ongeveer 86.000 mensen. Na de Pogrom van Istanboel in 1955 emigreerde de Griekse bevolking van Turkije alsnog.

## Complottheorieën
In de jaren 1950 beargumenteerden de islamisten zoals Turkse pro-nazi-auteur Cevat Rıfat Atilhan en de Turkse dichter Necip Fazıl Kısakürek dat het verdrag van Lausanne een Joods complot was dat tot stand was gekomen door het werk van rabbi Chaim Nahoem. Het verdrag betekende voor Turkije een grote nederlaag door de territoriale en economische verliezen. Doordat het verdrag ook het kalifaat afschafte verzwakte het verdrag ook de Turkse samenleving en zette het de "eenheid en het bewustzijn van de islam" op zijn kop.